# Kevin Brown (Schauspieler)

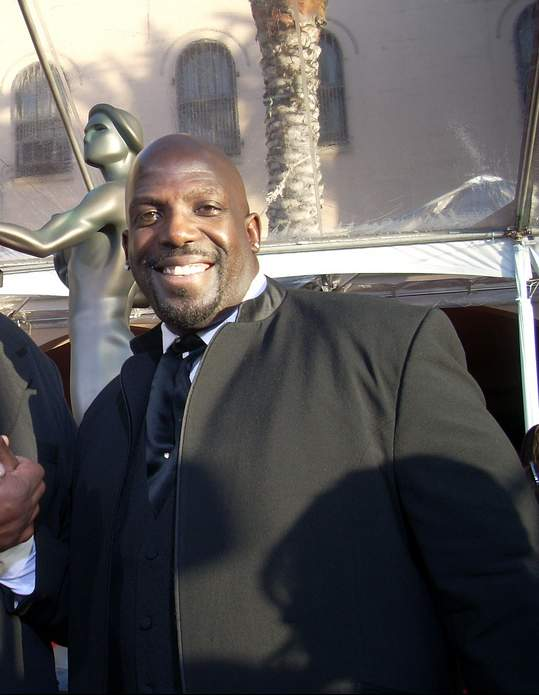
Kevin Brown, 2009

Kevin Brown (geb. vor 1991) ist ein US-amerikanischer Schauspieler.

## Leben
Brown hatte seinen ersten Filmauftritt 1991 im Kurzfilm The Dog Ate It von Steven Pearl, der bei den Student Academy Awards zwei Auszeichnungen erhielt. Es folgte eine kleine Rolle in Cracking Up, der beim New York Underground Film Festival mit dem Spezialpreis der Jury ausgezeichnet wurde. Ab Mitte der 2000er Jahre erhielt er kleine Nebenrollen in Hollywoodfilmen wie Bekenntnisse einer Highschool-Diva und Get Rich or Die Tryin’. Aufgrund seiner körperlichen Erscheinung wurde er häufig als Türsteher oder Wachmann besetzt. Zwischen 2006 und 2013 erlangte er als Dot Com in der Sitcom 30 Rock eine gewisse Bekanntheit beim US-amerikanischen Fernsehpublikum. In 85 Episoden der Serie war er dort als einer der beiden ständigen Begleiter von Tracy Jordan zu sehen. 2009 stellte er einen der US Marshals in der Filmkomödie Haben Sie das von den Morgans gehört? dar.

## Filmografie (Auswahl)
- 1991: The Dog Ate It (Kurzfilm)
- 1994: Cracking Up
- 2004: Bekenntnisse einer Highschool-Diva (Confessions of a Teenage Drama Queen)
- 2005: Get Rich or Die Tryin’
- 2006: Delirious
- 2006–2013: 30 Rock (Fernsehserie, 85 Episoden)
- 2009: Royal Pains (Fernsehserie, Episode 1x10)
- 2009: Haben Sie das von den Morgans gehört? (Did You Hear About the Morgans?)
- 2010: Sex and the City 2
- 2012: Castle (Fernsehserie, Episode 5x03)